# Ташлыкское водохранилище
Ташлыкское водохранилище (укр. Ташлицьке водосховище) — водохранилище в Николаевской области Украины. Используется для нужд Южно-Украинской АЭС.

## Расположение и описание
Водохранилище расположено в бассейне Южного Буга в балке Ташлык — восточнее города Южноукраинска (дамба — юго-восточнее города).
Построено в 1979—1982 годах. Площадь водохранилища 8,6 км². Простирается с юга на север на 10 км, средняя ширина — 0,8 км, максимальная — 1,8 км. Средняя глубина — 10 м, максимальная — 46 м. Протяженность береговой линии — 30 км. Общая площадь водоохранной зоны — 6714 га.
Берега местами крутые, заросшие кустарниками. Прозрачность воды летом 1,4-1,5 м, зимой — 2-2,5 м. Минерализация воды — 240-2700 мг/л. Характерно высокое содержание сульфатов и хлоридов. Вода загрязнена соединениями азота и фосфора. Летом наблюдается «цветение» воды.
Характерный перепад температуры воды: вблизи водосброса — более +40 °C, дальше от сбросового канала она снижается на 6—8 °C. В придонных слоях в летние месяцы не превышает +11 +12 °C, зимой средняя температура +15 °C. Не замерзает.

## Ихтиофауна
В водохранилище водятся щука, елец, голавль, красноперка, жерех, линь, подуст, золотой и серебряный карась, карп, язь, ёрш, лещ, плотва и другие подобные виды.

## Использование
Используется как водоем-охладитель Южно-Украинской АЭС, составная часть гидроаккумулирующей системы Южно-Украинского энергетического комплекса. В 2017 году уровень водохранилища был поднят на 7 метров до отметки 20,7 м чтобы обеспечить эффективное охлаждение АЭС, поднявшей мощность.
Вдоль берегов водохранилища — зоны отдыха.
Южную часть водохранилища пересекает автодорога Первомайск — Николаев (автодорога Н-24).